# Volta ao Bidasoa
A Volta ao Bidasoa é uma corrida ciclista amador por etapas que se disputa anualmente desde 1983 na comarca de Bidasoa (Guipúscoa, Espanha), durante a primavera (abril ou maio). 

O percurso costuma incluir a súbida ao monte Jaizkibel e o passo da fronteira (muga em basco) para chegar à vizinha localidade de Hendaye (França) ao longo da corrida.
Entre os ciclistas que depois da ganhar têm passado a profissionais destacam Abraham Olano e Carlos Sastre.

## Palmarés
| Ano  | Ganhador               | Segundo              | Terceiro                    |
| ---- | ---------------------- | -------------------- | --------------------------- |
| 1958 | Nicolás Iparragirre    |                      |                             |
| 1959 | José María Errandonea  |                      |                             |
| 1960 | Ignacio Astigarraga    |                      |                             |
| 1961 | Luis Errazkin          |                      |                             |
| 1962 | Vin Denson             |                      |                             |
| 1963 | Jesús Aranzábal        |                      |                             |
| 1964 | Txomin Perurena        |                      |                             |
| 1965 | José Manuel Lasa       |                      |                             |
| 1966 | Luis Ocaña             |                      |                             |
| 1982 | Jesús Maria Segura     | Pello Ruiz Cabestany | Juan Maria Eguiarte         |
| 1983 | Pello Ruiz Cabestany   |                      |                             |
| 1984 | Pedro Luis Diaz Zabala | Javier Murguialday   | Vicente Prado               |
| 1985 | Roque da Cruz          |                      | José Ignacio Moratinos      |
| 1986 | Jesús Arambarri        | Jesús Montoya        | José Maria Palacín          |
| 1987 | Frédéric Guedon        | Cyrille Fancello     | Francisco Javier Mauleón    |
| 1988 | Scott Sunderland       | Javier Carbayeda     | Alfredo Irusta              |
| 1989 | Scott Sunderland       | Daniel Clavero       | Francisco Ignacio San Román |
| 1990 | Ignacio García Camacho |                      | Jens Zemke                  |
| 1991 | Julián Barcina         |                      |                             |
| 1992 | Abraham Olano          | Óscar López Uriarte  | Arvis Piziks                |
| 1993 | David García Markina   | Javier Palacín       | David Etxebarria            |
| 1994 | José Luis Rubiera      | Santiago Blanco      | Josué Barrigón              |
| 1995 | José Javier Gómez      | Eduardo Hernández    | Unai Ursa                   |
| 1996 | Unai Osa               | Juan Manuel Garate   | Asterio García              |
| 1997 | Carlos Sastre          | Francisco Mancebo    | Haimar Zubeldia             |
| 1998 | Iam Sastre             |                      |                             |
| 1999 | Gorka Arrizabalaga     | Denis Menchov        | Iam Mayo                    |
| 2000 | Koldo Gil              | David Ferreiro       | Joaquim Rodríguez           |
| 2001 | David Herrero          | Mikel Astarloza      | Javier Líndez               |
| 2002 | Oleg Rodionov          | Julen Urbano         | Aitor Hernández             |
| 2003 | Antton Luengo          | Juan José Cobo       | Moisés Donas                |
| 2004 | Iván Santos            | Iván Gilmartín       | Morris Possoni              |
| 2005 | Eladio Sánchez         | Jesús Martín Gala    | José Joaquín Rojas          |
| 2006 | Guillermo Lana         | Beñat Intxausti      | Evgeny Sokolov              |
| 2007 | Salvatore Mancuso      | Andrey Amador        | Cristiano Monguzzi          |
| 2008 | Andrey Amador          | Salvatore Mancuso    | Ángel Madrazo               |
| 2009 | Dmitrii Ignatiev       | Alexander Ryabkin    | Arturo Mora                 |
| 2010 | Sergey Shilov          | Jesús Herrada        | Ramūnas Navardauskas        |
| 2011 | Evgeny Shalunov        | Sergey Belykh        | Kirill Sveshnikov           |
| 2012 | Alexey Rybalkin        | Pavel Ptashkin       | Víctor Martín               |
| 2013 | Mario González Salgas  | Martín Lestido       | Santiago Ramírez            |
| 2014 | Loïc Chetout           | Iuri Filosi          | Jakub Kaczmarek             |
| 2015 | Steven Calderón        | Enric Mas            | Jaime Rosón                 |
| 2016 | Umberto Orsini         | Edward Ravasi        | Mark Padun                  |
| 2017 | Sergio Samitier        | Matteo Sobrero       | Julian Mertens              |
| 2018 | Juan Pedro López       | Alessandro Covi      | Barnabás Peák               |
| 2019 | Carmelo Urbano         | Simon Carr           | Alejandro Ropero            |